# La Bastide-de-Sérou
 La Bastide-de-Sérou  là một xã ở tỉnh Ariège, thuộc vùng Occitanie ở phía tây nam nước Pháp.